# Maternitat d'Elna
La Maternitat d'Elna va ser una institució humanitària dedicada a ajudar dones, sobretot exiliades. Situada en el terme comunal d'Elna, a la comarca del Rosselló (Catalunya del Nord), va ser fundada el novembre del 1939 per la suïssa Elisabeth Eidenbenz. Hi van néixer 597 nens, fills de refugiades de la Guerra Civil espanyola que estaven internades en els camps propers a Elna. La maternitat d'Elna era també anomenada la maternitat suïssa, ja que era obra d'una fundació humanitària d'aquesta nacionalitat, concretament de la secció del SCI (Servei Civil Internacional) anomenada Cartell d'Ajuda Suïssa als Nens de la Guerra Civil espanyola. Va deixar de funcionar l'any 1944 quan els nazis la van tancar durant l'ocupació de França.

## Localització
La maternitat es va situar a uns 7 quilòmetres a ponent del camp de refugiats d'Argelers, en un palauet abandonat als afores de la ciutat, a l'oest, el Castell d'en Bardou.

## Història de la maternitat

### Refugiats

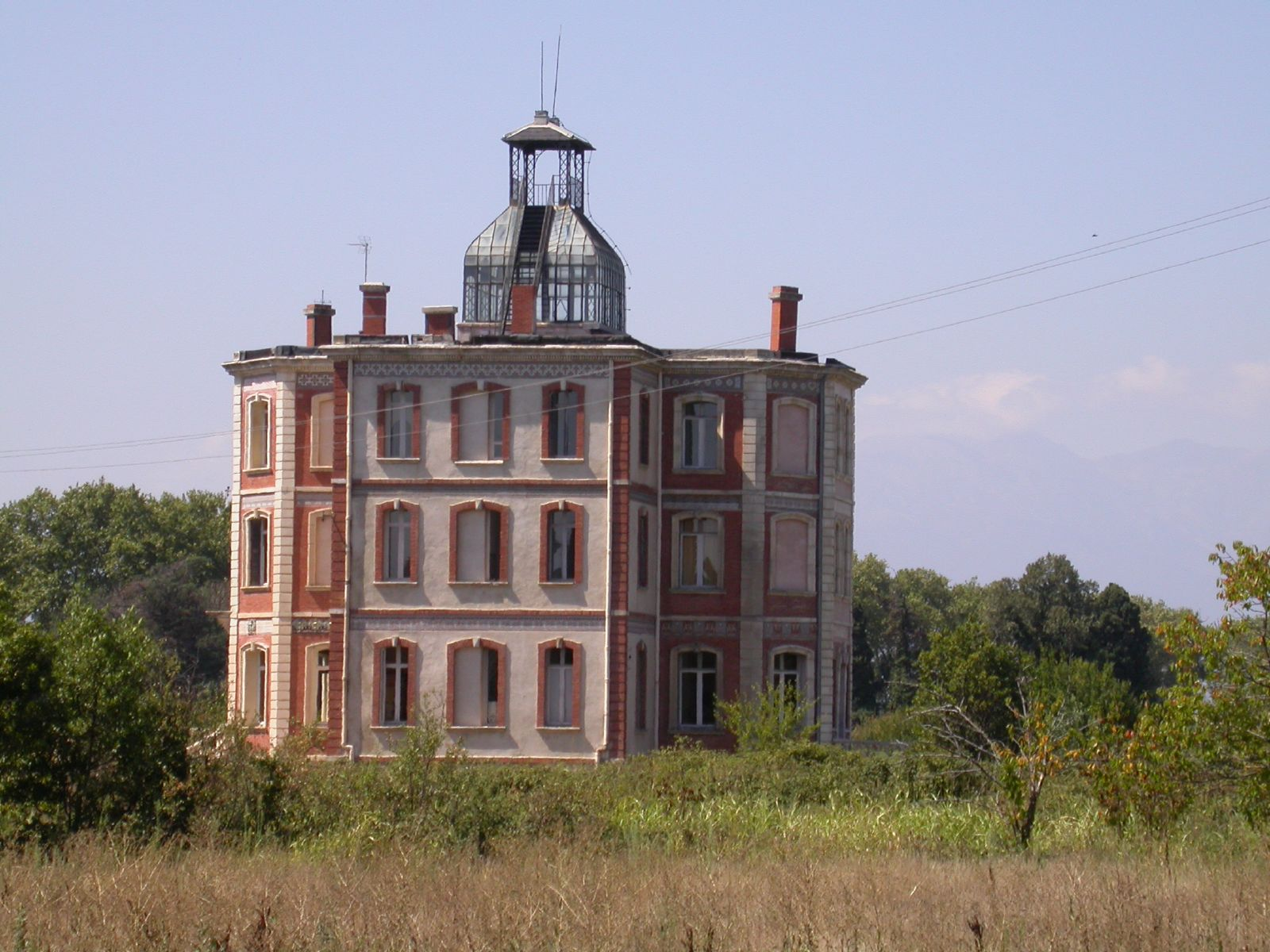
La Maternitat d'Elna

A les acaballes de la Guerra Civil, amb la caiguda de Barcelona, l'últim reducte republicà important, el gener del 1939, es va produir la major diàspora de la història d'Espanya, amb mig milió de refugiats que volien passar a França. Davant de la pressió de l'opinió pública internacional, el cap del govern, Edouard Daladier, va autoritzar el 5 de febrer l'entrada al territori francès dels refugiats, que es va fer principalment pels passos fronterers de La Jonquera i Portbou, per on van sortir també les restes del govern republicà. Fins al 15 de febrer del 1939 van ingressar oficialment al departament francès Pirineus Orientals (que llavors tenia uns 230.000 habitants), un total de 353.107 persones, sobretot a peu: famílies senceres amb totes les pertinences, que no havien tingut la possibilitat d'escapar de cap altra manera; soldats que havien combatut a la batalla de l'Ebre, i membres de les Brigades Internacionals que, per motius polítics, no podien tornar al seu país d'origen. Quan les autoritats franceses van comprovar la magnitud de l'èxode, la catàstrofe humanitària ja era inevitable; poques setmanes abans del final de la guerra, l'"informe Valière", efectuat a petició del govern francès, estimava, el 9 de març del 1939, la presència d'uns 440.000 refugiats a França: 170.000 dones, nens i gent gran; 220.000 soldats i milicians, 40.000 invàlids i 10.000 ferits.
El govern francès, impotent davant de la situació, va decidir conduir els exiliats de la zona cap a les platges d'Argelers, a 35 km de la frontera. Van ser situats a la mateixa platja, i la zona es va envoltar amb filferro punxant. Els custodiaven tropes colonials, marroquins i senegalesos, i alguns gendarmes. La situació es va tornar caòtica: no hi havia campaments de barraques, lavabos, cuina, infermeria, i ni tan sols electricitat, i es van començar a multiplicar els casos de disenteria. Els malalts i ferits van col·lapsar els hospitals de la regió, i es van establir en dos camps propers a Sant Cebrià de Rosselló i al Barcarès.
Les condicions d'aquests camps van fer que les possibilitats de supervivència d'un nadó fossin pràcticament nul·les, i, de fet, el part ja comportava un gran perill per a les mares. La mortalitat dels nadons en aquests camps superava el 90%.

### Elisabeth Eidenbenz
Elisabeth Eidenbenz era una mestra suïssa que va arribar a Madrid amb 24 anys, el 24 d'abril del 1937, com a voluntària de l'Associació d'Ajuda als Nens de la Guerra per ajudar mares i nens durant la Guerra Civil espanyola, formant part d'un enviament d'ajuda humana i material. Quan va caure la república, es va desplaçar amb els refugiats cap al Rosselló, on la majoria van ser internats. Allà es va dedicar a buscar i recollir les embarassades dels camps d'internament francesos. Va gestionar amb les autoritats franceses els permisos necessaris i va negociar els protocols d'actuació del personal de la maternitat als camps. El seu camp d'actuació va ser els camps d'Argelers, Sant Cebrià de Rosselló i Ribesaltes.

### L'edifici

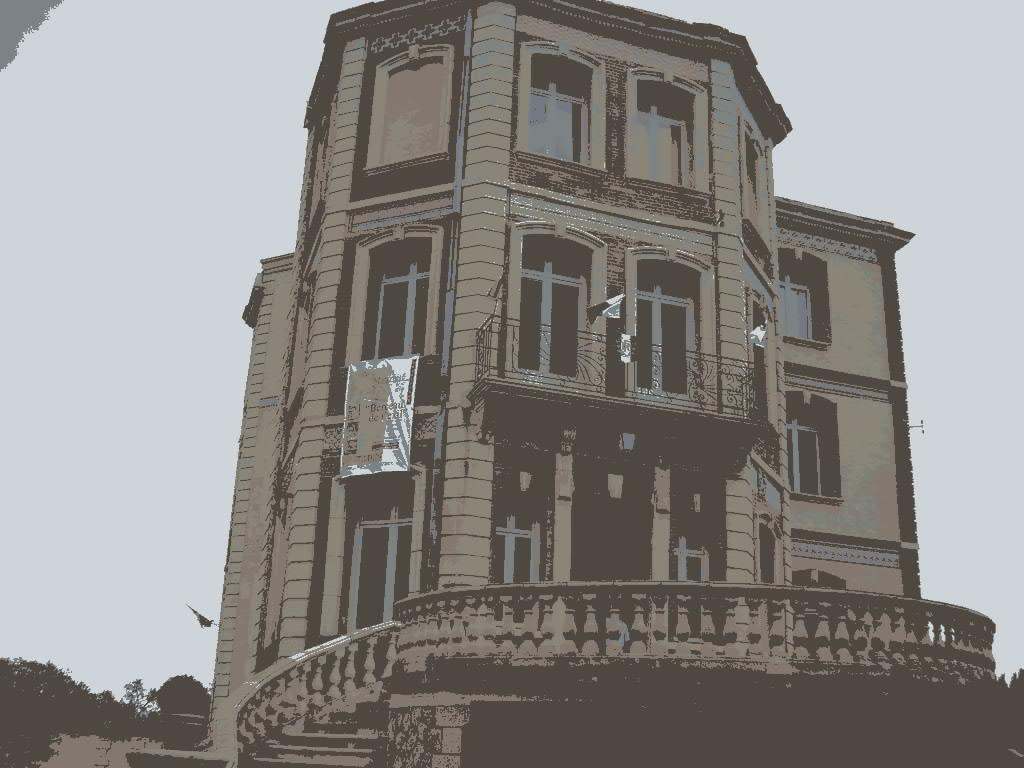
Imatge artística del lateral sud de la Maternitat, on hi ha una imponent terrassa. L'edifici va ser adquirit als anys 90 per un artesà vidrier, i el 2004 per l'ajuntament de la vila.

Al principi la maternitat es va instal·lar a un edifici de Brullà, que de seguida es va quedar petit.
Després de buscar un emplaçament idoni, Elisabeth Eidenbenz va aconseguir ubicar la maternitat en un palauet de tres pisos semiabandonat als afores d'Elna, a la carretera de Montescot: el castell de Bardou, obra de Viggo Dorph-Petersen, construït el 1900. Restaurar-lo va costar 30.000 francs suïssos, que va aportar l'associació. El primer nen va néixer el 7 de desembre del 1939.
El centre feia servir per als subministraments els corredors sanitaris de la Creu Roja Internacional. En rebien principalment llet condensada i en pols, xocolata, formatge, conserves, farina, sucre i arròs, a part de biberons i medicaments. La resta del material procedia de col·lectes i d'ajuda humanitària. A més, l'escola d'infermeria suïssa hi enviava dos o tres professionals cada sis mesos. Les altres activitats les duien a terme voluntàries i refugiades dels camps. S'atenien, de mitjana, 20 parts mensuals.
Disposava de 50 llits, distribuïts en habitacions de 4 o 8 llits. Les habitacions havien estat batejades amb noms de ciutats o països, com Barcelona, Bilbao, Madrid, París, Suïssa, Polònia i el Marroc. La sala de naixements era una petita habitació blanca amb un llit, una taula, un lavabo i un armari per als estris de la llevadora.

A causa de les dificultats, l'associació es va fusionar amb la Creu Roja el gener del 1942.

Maternitat d'Elna
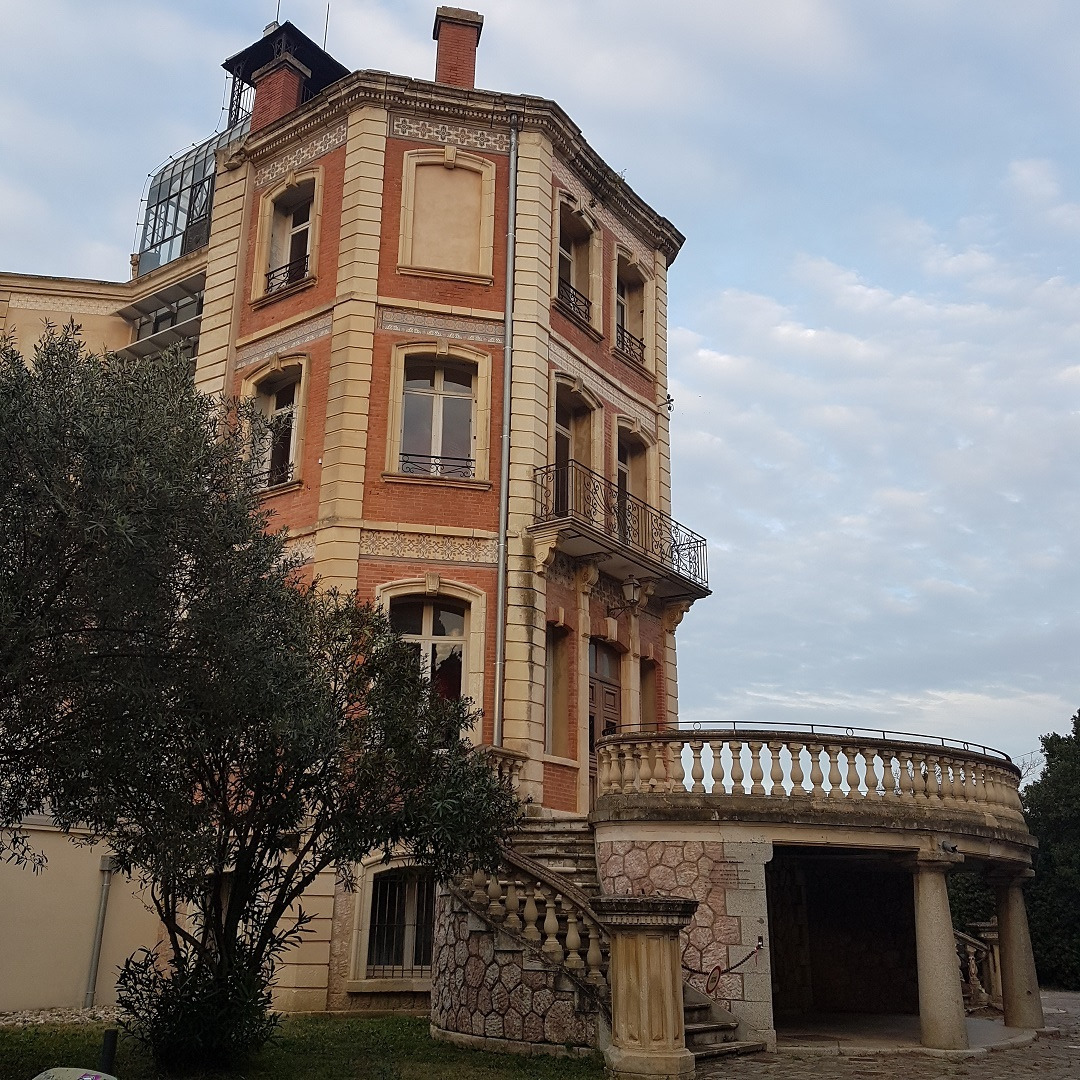
L'edifici
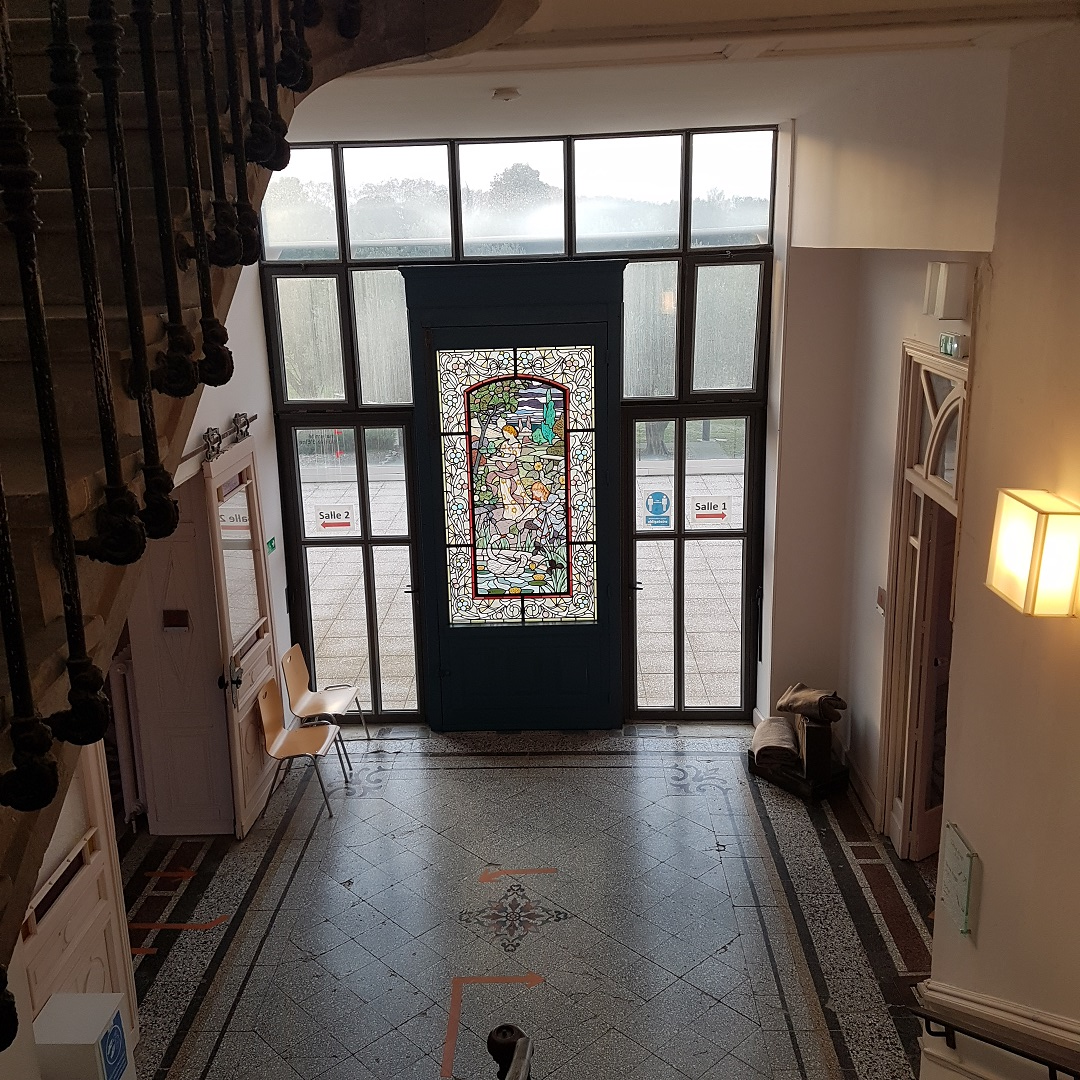
Replà del primer pis
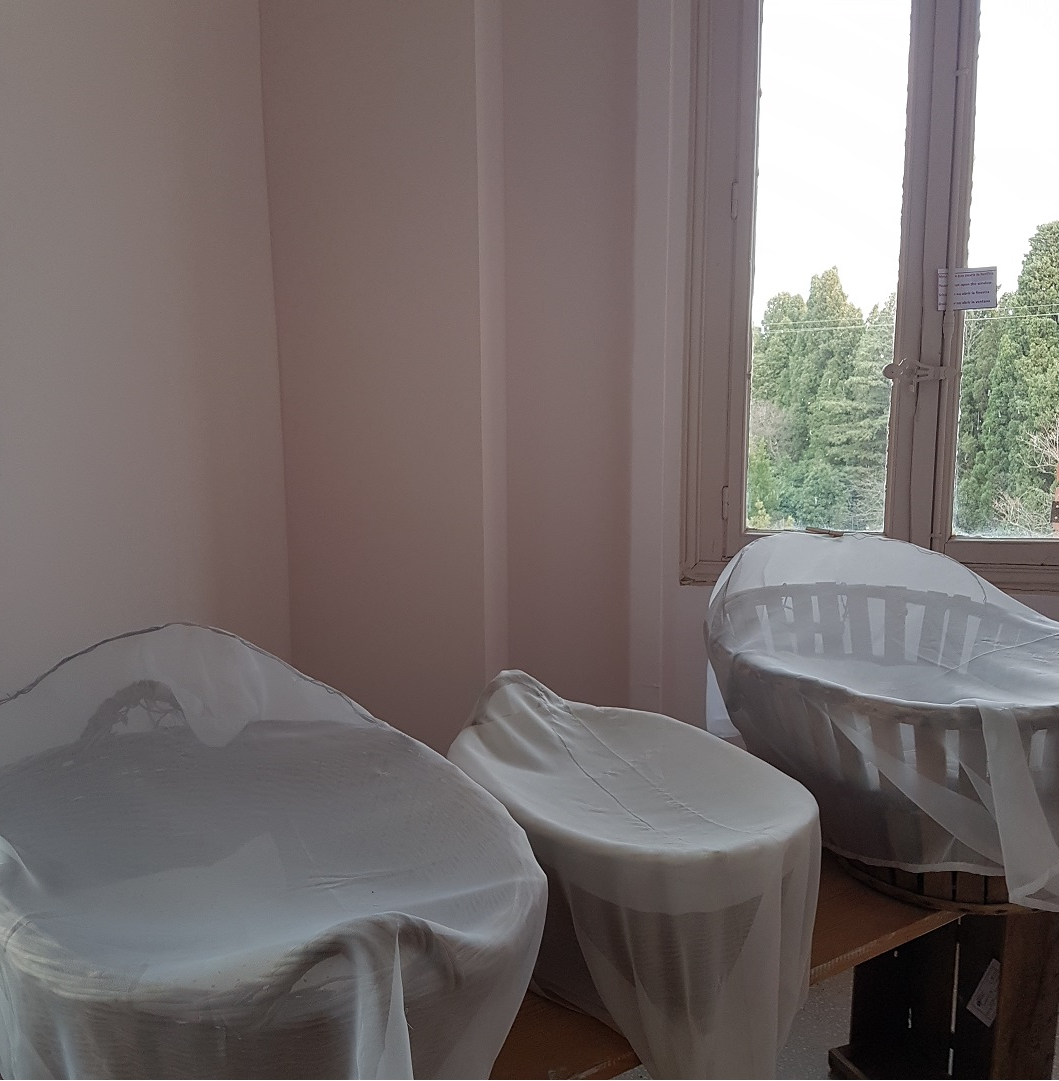
Cabassos
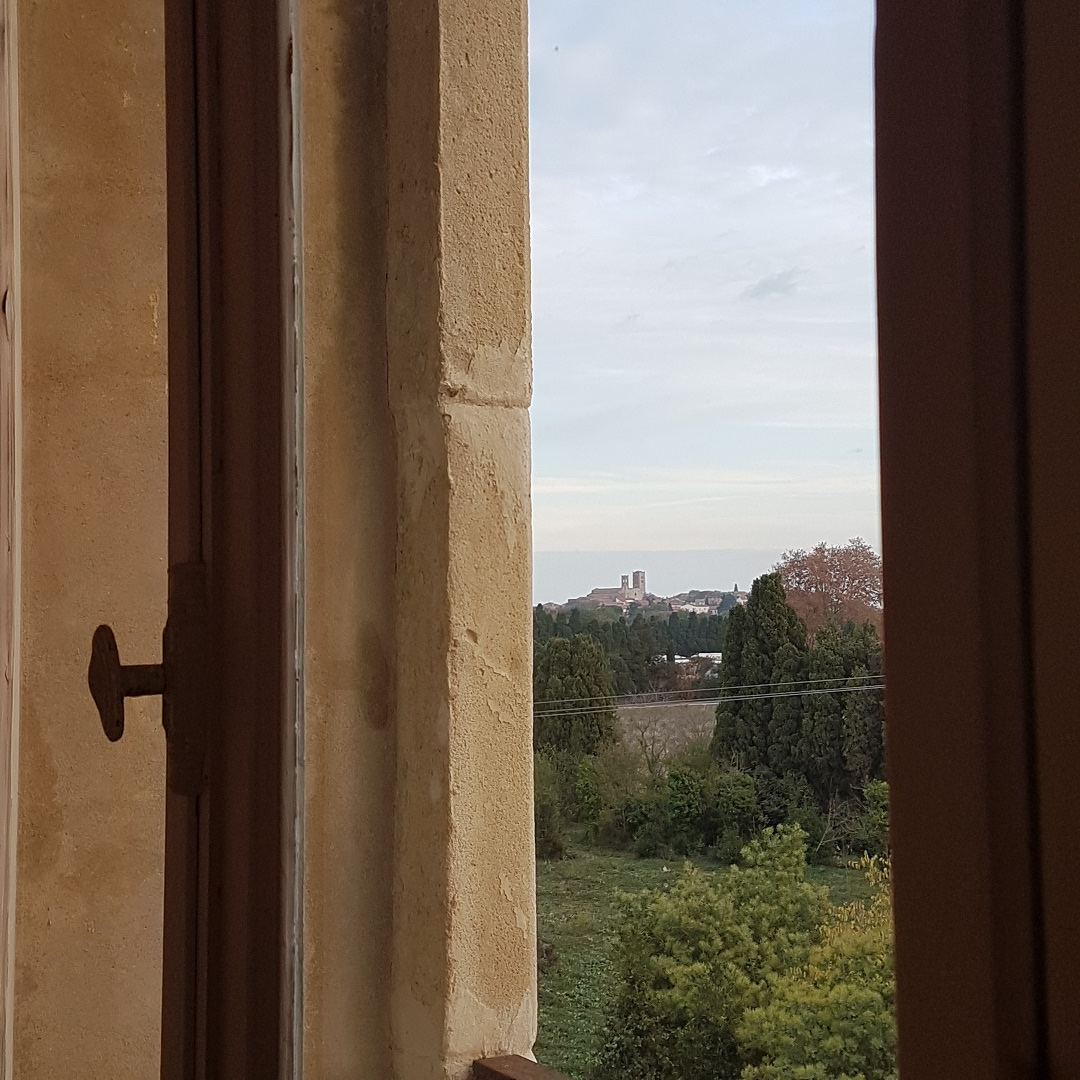
Elna, des de la cambra d'Elisabeth Eidenbenz
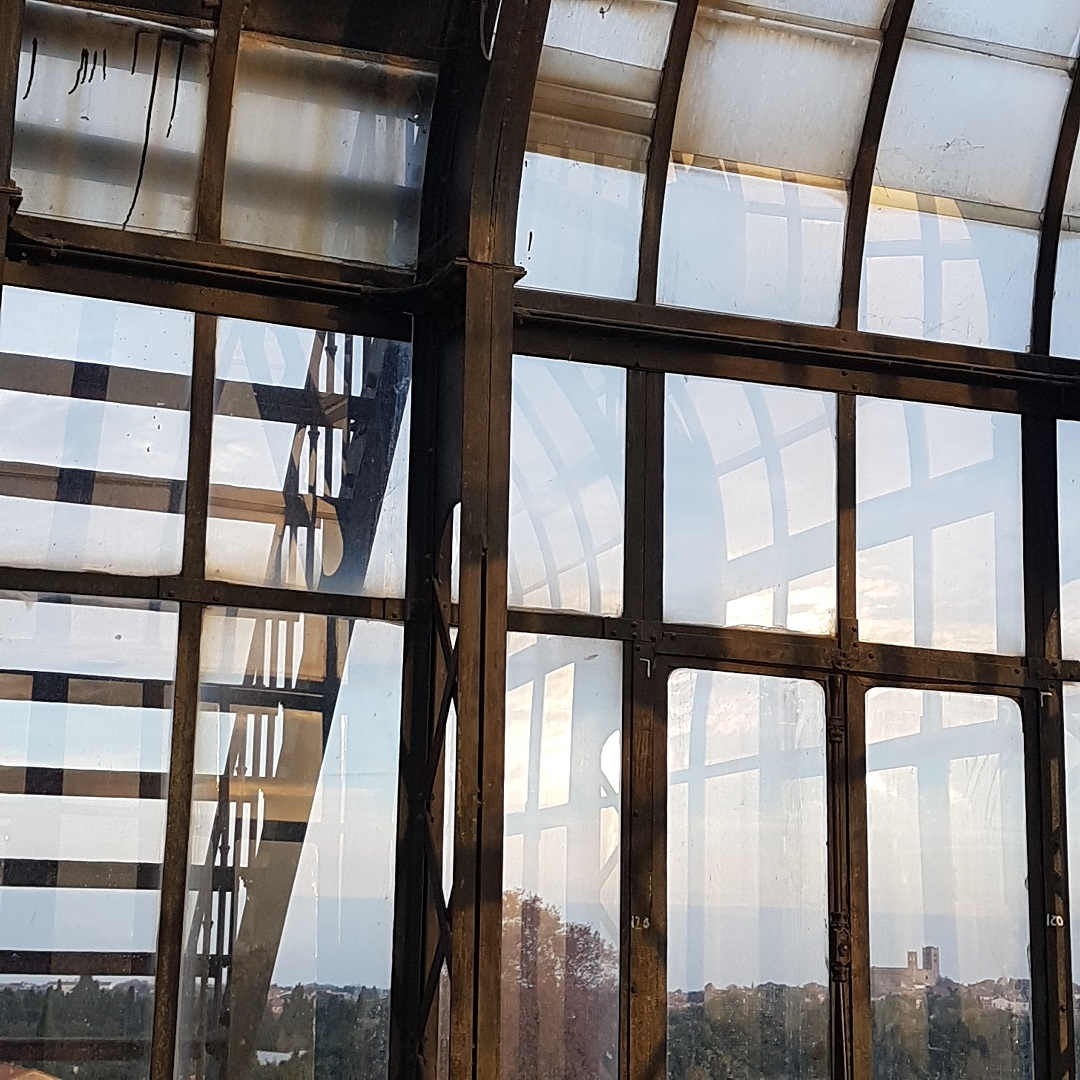
Vista des de la cúpula de l'edifici

### Segona Guerra Mundial i tancament
Des de l'esclat de la Segona Guerra Mundial, la maternitat va començar a recollir també mares jueves que escapaven de la persecució nazi, i hi van néixer uns 200 nens jueus. Els alemanys van ocupar el sud de França el novembre del 1942 i els van començar a buscar per tancar-los als camps d'extermini. Aquest afany per amagar i salvar jueus va fer que la Gestapo fes visites i inspeccions freqüents a la maternitat, davant de l'oposició de la directora, i per això, l'exèrcit alemany va tancar la maternitat la Pasqua del 1944.

### Homenatge a Elisabeth Eidenbenz
L'edifici va estar abandonat fins que als anys 90 el va adquirir un artesà per establir-hi el seu taller de vitralls. Allà va conèixer casualment el 2001 Guy Eckstein, d'ascendència jueva, que era un dels nens que havia nascut a la maternitat, i li va explicar la història de l'edifici, desconeguda per ell. Junts van decidir buscar l'antiga infermera, i el 2002, la història perduda en l'oblit va sortir a la llum quan l'ajuntament va decidir fer un homenatge institucional a Elisabeth Eidenbenz. Des de llavors ha rebut diverses distincions internacionals.
Aquell any es va col·locar al palauet una placa amb la inscripció, en francès:
| «                           | En aquesta casa, on hi hagué la Maternitat Suïssa d'Elna del 1939 al 1944, van néixer 597 nens. Dirigida per Elisabeth Eidenbenz sota el patrocini de "Seguretat als infants de la Creu Roja suïssa". Les mares, víctimes innocents de la Retirada i de la Segona Guerra Mundial, estaven internades als camps d'Argelers, Sant Cebrià de Rosselló i Ribesaltes. | » |
| — Elna, 23 de març del 2002 | |   |

El 14 de juliol del 2004, l'ajuntament de la vila va anunciar l'adquisició de la maternitat, per conservar-ne la memòria.

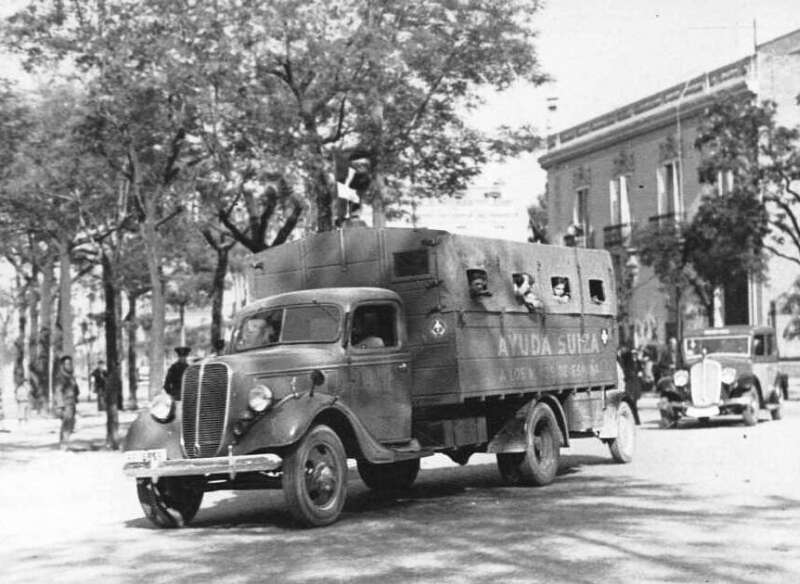
Camió per transportar nens del Servei Civil Internacional, s'hi llegeix: Ayuda Suiza a los niños de España. Any 1937.

Elisabeth Eidenbenz ha estat guardonada amb la Medalla dels Justos entre les Nacions (2002), atorgada per l'estat d'Israel, la Creu de l'Ordre de la Solidaritat Social (2006), entregada per la reina Sofia d'Espanya, el premi Creu de Sant Jordi (2006), de la Generalitat de Catalunya, i la Legió d'Honor (2007), del govern de França.

## La maternitat a la literatura i al cinema[calcitació]
La historiadora Assumpta Montellà va escriure el 2006 el llibre La maternitat d'Elna. Bressols dels exiliats. Per fer-ho es va desplaçar a Àustria i va conèixer personalment Elisabeth Eidenbenz.
El 2008 es va publicar Femmes en exil, mères des camps - Elisabeth Eidenbenz et la Maternité Suisse d'Elne (1939-1944), de l'historiador Tristan Castanier i Palau. La seva traducció al català amb el títol Elisabeth Eindenbenz i la maternitat suïssa d'Elna (1939-1944) - Dones en exili, mares dels camps, es va presentar a Barcelona el 2009 en un acte de la Direcció General de la Memòria Democràtica de la Generalitat de Catalunya.
El director Manuel Huerga va començar el 2007 el rodatge de la pel·lícula Las Madres de Elna (Les mares d'Elna), basada en el llibre de Montellà.
L'any 2016 es rodà un llargmetratge per a televisió sobre la història de la Maternitat titulat La llum d'Elna, coproduït entre d'altres per Televisió de Catalunya, Televisió Espanyola i Radio Télévision Suisse, i dirigit per Sílvia Quer.
També s'ha portat al teatre. L'obra es va estrenar al Museu Memorial de l'Exili de la Jonquera el 27 de setembre del 2008, i és una producció de Projecte Galilei. La peça incorpora testimonis recollits per Assumpta Montellà en el seu llibre i cançons catalanes i franceses de diversos autors i estils. L'actriu i cantant Rosa Galindo narra la història, tot interpretant diferents personatges, i el pianista Luc-Olivier Sánchez acompanya el seu monòleg aportant un ampli ventall d'estats d'ànim.

## Exposicions
El 2005 el Palau Robert li va dedicar una exposició temporal.